# Sune Bergström
Sune Karl Bergström (Estocolmo, 10 de janeiro de 1916 — Estocolmo, 15 de agosto de 2004) foi um bioquímico sueco.
Foi agraciado com o Nobel de Fisiologia ou Medicina de 1982, por pesquisas sobre prostaglandinas.
Ele foi eleito membro da Real Academia Sueca de Ciências, em 1965, e seu presidente em 1983. Em 1965, ele também foi eleito membro da Real Academia Sueca de Ciências da Engenharia. Ele foi eleito membro estrangeiro honorário da Academia Americana de Artes e Ciências, em 1966. Em 1985, foi nomeado membro da Pontifícia Academia das Ciências.